# Mai Tai (gruppo musicale)
Le Mai Tai (reso graficamente anche come MaiTai e Mai-Tai) sono un gruppo musicale olandese.

## Storia della band
Il gruppo si è formato nel 1983, e originariamente consisteva di Harriette "Jetty" Weels, Mildred Douglas e Carolien De Windt, tre cantanti di origine caraibica già attive nel circuito locale dei club e dei night come coriste e membri di altri gruppi.  Sulla fondazione del gruppo ha svolto un ruolo centrale il chitarrista e compositore Jochem Fluitsma, che dopo avere collaborato in alcuni live con la Weels lanciò l'idea del trio, compose il loro primo singolo e lo registrò nel suo studio.
Originariamente chiamate Blue Night, una volta messe sotto contratto dalla CNR Records il loro nome fu eventualmente cambiato in Mai Tai, in riferimento al cocktail omonimo, ma anche alle loro origini esotiche. Dopo avere ottenuto un quasi immediato successo in patria, a partire dal 1984  grazie ai singoli Body And Soul, History e Female Intuition il loro successo si è esteso a gran parte d'Europa.
Nel 1988 la Douglas decise di intraprendere l'attività solista, portando il gruppo al temporaneo scioglimento. Dopo una prima reunion anni '90, il gruppo si è definitivamente riformato negli anni 2000, dedicandosi maggiormente all'attività live; nel 2004 la Douglas si è definitivamente ritirata dalla musica, venendo sostituita da altre vocalist.

## Formazione
- Jetty Weels (1983-heden)
- Carolien de Windt (1983-1989, 1993-1997, 2001-2008, 2012-presente)
- Rowena Oemar (2008-presente)
- Nancy Zefo (2017-presente)
- Ronda Rensch (2017-presente)

Ex componenti
- Mildred Douglas (1983-1989, 2001-2004)
- Monique Wilsterman (1990-1993)
- Lisa Noya (1993-1997)
- Marjorie Lammerts (2004-2008)
- Eve L'Kay (2011-2015)
- Maureen Fernandes (2015-2017)

## Discografia

### Album
Album in studio
- Mai Tai  (1984, distribuito in alcuni paesi come History)
- 1 touch 2 much (1986)
- Cool is the rule (1987)
- Onder Voorbehoud (2007)

Raccolte
- The Very Best Of Mai Tai (1991)
- History 1996 (1996)
- Mai Tai History – The Essential Collection (1998)
- 25 jaar Mai Tai (2009)

### Singoli
| Anno | Titolo                  | NLD | GER | UK | USA |
| ---- | ----------------------- | --- | --- | -- | --- |
| 1983 | Keep On Dancing'        | ―   | ―   | ―  | ―   |
| 1984 | Am I Losing You Forever | 27  | ―   | 78 | ―   |
| 1984 | What Goes On            | 30  | ―   | ―  | ―   |
| 1984 | Body And Soul           | 31  | ―   | 9  | ―   |
| 1985 | History                 | 22  | ―   | 8  | ―   |
| 1985 | What, Where, When, Who  | ―   | ―   | ―  | ―   |
| 1986 | 1 Touch 2 Much          | ―   | ―   | ―  | ―   |
| 1986 | Female Intuition        | 9   | 26  | 54 | 71  |
| 1986 | Turn Your Love Around   | 7   | ―   | ―  | ―   |
| 1987 | Bet That's What You Say | 36  | ―   | ―  | ―   |
| 1987 | Fight Fire With Fire    | 31  | ―   | ―  | ―   |
| 1988 | Dance In The Light      | ―   | ―   | ―  | ―   |
| 1993 | Never, Never!           | ―   | ―   | ―  | ―   |
| 1993 | I Want U                | ―   | ―   | ―  | ―   |
| 1994 | It's Not Over           | ―   | ―   | ―  | ―   |
| 1995 | Are You For Real        | ―   | ―   | ―  | ―   |
| 1995 | History 95' (remix)     | ―   | ―   | 93 | ―   |